# Salah Eddine El Ghomari
Salah Eddine El Ghomari (né le 22 Septembre 1969 à Meknès - et mort le 10 décembre 2020 à Casablanca) est un journaliste et présentateur de télévision marocain.

## Première vie et éducation
Salah Eddine El Ghomari est né et a grandi à Meknès le 22 septembre 1969, où il a étudié dans les écoles locales de la ville et était responsable du Flower Magazine, qui a été publié à partir de son lycée. Salah a commencé à maîtriser l'arabe et sa grammaire dès son jeune âge, grâce à son père, et a continué à travailler avec son oncle Ahmed Balmahdi Al Habib au journal de l’ambassadeur du Maroc et au Meknès Express au début des années 1990 quand il avait 20 ans.

## Carrière
Salah Eddine El Ghomari a commencé sa carrière professionnelle à un âge précoce, choisissant de se former dans le journalisme audiovisuel, et est devenu plus intéressé par le sport, mais s'est intéressé à sa spécialité dans le journalisme. Ghomari a terminé ses études supérieures en Russie, avant de retourner au Maroc, à Casablanca, après avoir été embauché à 2M où il a rejoint son département politique.
Salaheddine Ghomari s’est spécialisé dans la présentation du communiqué en langue arabe sur Channel 2. Il a également fait une certaine couverture médiatique du séisme de 2004 à Al Hoceima. Au fil du temps, Ghomari est devenu un grand présentateur de nouvelles sur Channel 2, puis est devenu plus célèbre quand il a commencé à présenter Assilat Corona, un programme destiné à expliquer et à clarifier les procédures pour l’urgence sanitaire imposée par le Maroc en raison de la pandémie de coronavirus.

## Décès
Salah Eddine El Ghomari est décédé dans la soirée du vendredi 10 décembre 2020, à environ 51 ans. 2M a été le premier à annoncer sa mort avec un post sur sa page Facebook officielle et un tweet sur sa page Twitter officielle.
« C’est avec une grande tristesse que nous avons appris le décès de notre éminent collègue des médias, Salahuddin Ghamari. Que Dieu bénisse les... Au revoir, Salah. »